# Super-Homem e Pernalonga
Super-Homem e Pernalonga é uma minissérie em quadrinhos em 4 partes. lançada em 2000 pela DC Comics.

## Sinopse
O Sr. Mxyzptlk e o Pássaro Dodô se unem e juntos decidem aprontar com os Looney Tunes e a Liga da Justiça ao mesmo tempo, misturando os heróis de ambos os universos.